# Podział administracyjny Irlandii Północnej
Podział administracyjny Irlandii Północnej – od 1 kwietnia 2015 Irlandia Północna jest podzielona na 11 dystryktów.

## Lista dystryktów od 2015 r.

11 dystryktów Irlandii Północnej od 2015 r. (numer na mapie odpowiada numerowi w tabeli).

11 dystryktów Irlandii Północnej od 1 kwietnia 2015:
| Lp. | Dystrykt                             | Obszar [km²] | Ludność (2019 r.) | Siedziba władz        |
| --- | ------------------------------------ | ------------ | ----------------- | --------------------- |
| 01. | Belfast                              | 132,5        | 341 877           | Belfast               |
| 02. | Ards and North Down                  | 461          | 160 864           | Bangor                |
| 03. | Antrim and Newtownabbey              | 572          | 142 492           | Newtownabbey i Antrim |
| 04. | Lisburn and Castlereagh              | 505          | 144 381           | Lisburn               |
| 05. | Newry, Mourne and Down               | 1633         | 180 012           | Downpatrick i Newry   |
| 06. | Armagh City, Banbridge and Craigavon | 1337         | 214 090           | Craigavon             |
| 07. | Mid and East Antrim                  | 1046         | 138 773           | Ballymena             |
| 08. | Causeway Coast and Glens             | 1980         | 144 246           | Coleraine             |
| 09. | Mid Ulster                           | 1827         | 147 392           | Dungannon             |
| 10. | Derry City and Strabane              | 1238         | 150 679           | Derry                 |
| 11. | Fermanagh and Omagh                  | 2857         | 116 835           | Omagh i Enniskillen   |

## Historia

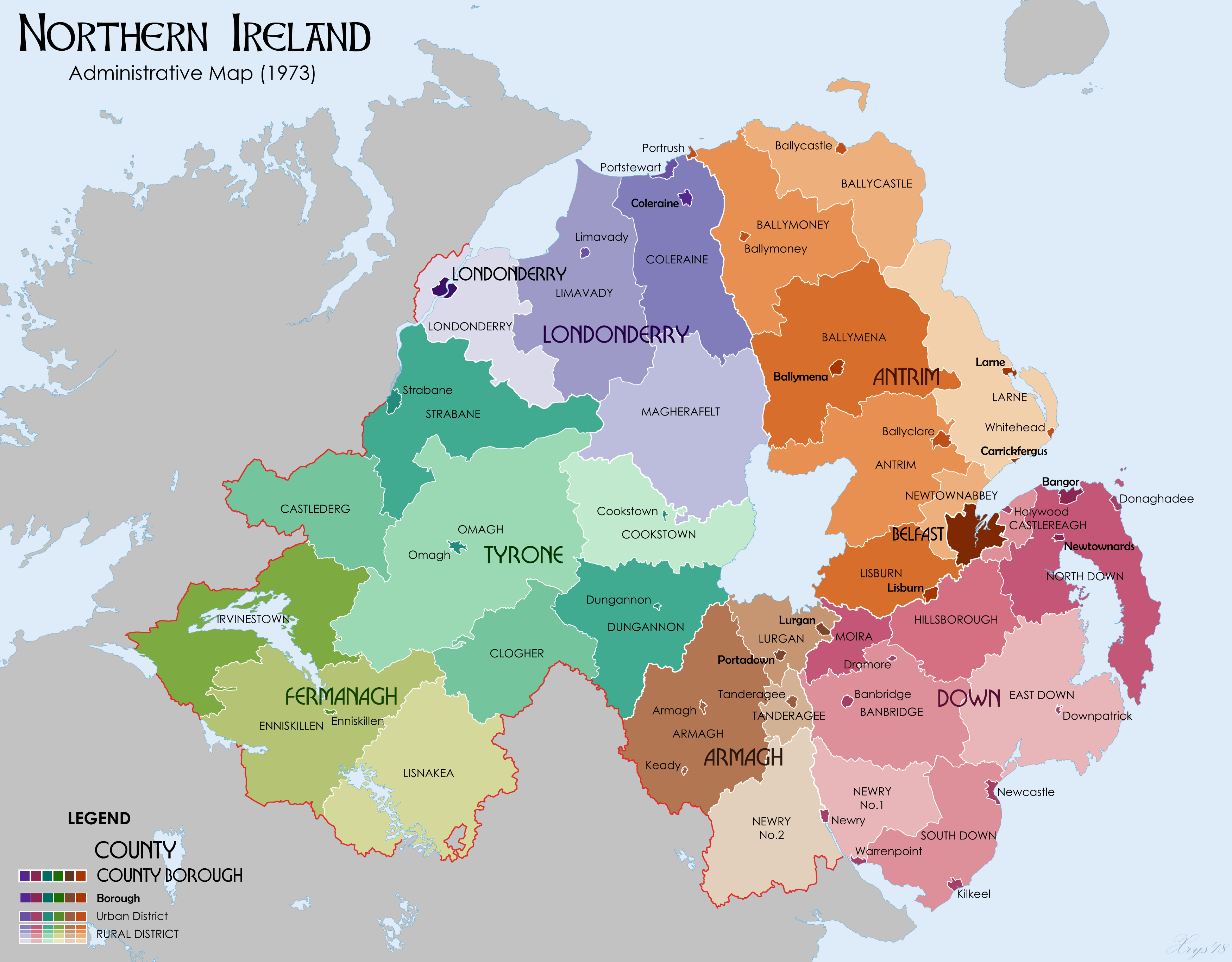
Mapa podziału administracyjnego Irlandii Północnej w 1967 r.

W latach 1921–1973 Irlandia Północna była podzielona na 6 hrabstw administracyjnych, które z kolei dzieliły się na:
- okręgi miejskie (ang. urban districts)
- okręgi wiejskie (ang. rural districts)
- dwa okręgi hrabstw (ang. county boroughs): Belfast oraz Derry

Podział kraju na dystrykty wprowadzono na mocy ustaw o samorządach lokalnych z 1971 r. i z 1972 r., a obowiązuje on od 1 października 1973. System oparto na zaleceniach Raportu Macrory z czerwca 1970 r. Do 31 marca 2015 w Irlandii Północnej istniało 26 dystryktów. W wyniku reformy samorządu lokalnego, rozpoczętej w 2005 r., od 1 kwietnia 2015 liczbę dystryktów zmniejszono do 11.

### Lista dystryktów (1973–2015)

26 dystryktów Irlandii Północnej w latach 1973–2015.

| Dystrykt                   | Ludność (2012 r.) |
| -------------------------- | ----------------- |
| Antrim                     | 53 835            |
| Ards                       | 78 550            |
| Armagh                     | 60 147            |
| Ballymena                  | 64 551            |
| Ballymoney                 | 31 551            |
| Banbridge                  | 48 730            |
| Belfast                    | 280 537           |
| Carrickfergus              | 39 096            |
| Castlereagh                | 67 716            |
| Coleraine                  | 58 993            |
| Cookstown                  | 37 411            |
| Craigavon                  | 94 597            |
| Derry                      | 108 586           |
| Down                       | 70 440            |
| Dungannon and South Tyrone | 58 813            |
| Fermanagh                  | 62 400            |
| Larne                      | 32 191            |
| Limavady                   | 33 761            |
| Lisburn                    | 121 687           |
| Magherafelt                | 45 450            |
| Moyle                      | 17 129            |
| Newry and Mourne           | 100 858           |
| Newtownabbey               | 85 322            |
| North Down                 | 79 420            |
| Omagh                      | 51 830            |
| Strabane                   | 40 033            |